# Казенне (Альменєвський округ)
Казе́нне (рос. Казённое) — село у складі Альменєвського округу Курганської області, Росія.
Населення — 414 осіб (2010, 498 у 2002).
Національний склад станом на 2002 рік:
- росіяни — 48 %
- башкири — 47 %